# DOSAAF
DOSAAF, é a sigla em russo de: Sociedade Voluntária para Assistência ao Exército, Aeronáutica e Marinha (em russo:  Добровольное общество содействия армии, авиации и флоту), uma associação voluntária público-privada auto administrada cujo objetivo é promover o fortalecimento da "capacidade de defesa" do país e a segurança nacional. Foi a sucessora da Osoaviakhim, após uma reorganização ocorrida em 1951. Depois da dissolução da União Soviética em 1991, ela foi dividida em associações regionais, sendo que na Rússia, ela manteve o nome.